# 233 Asterope
A 233 Asterope a Naprendszer kisbolygóövében található aszteroida. Alphonse Louis Nicolas Borrelly fedezte fel 1883. május 11-én.